# Donny Boaz
Donny Boaz (* 12. Dezember 1980 in Waxahachie, Texas)  ist ein US-amerikanischer Schauspieler.

## Leben
Boaz begann seine Karriere als Model für Marken wie Abercrombie, Mothers Against Drunk Driving und als Laufstegmodel in Mailand, Italien. Es war jedoch ein Shooting für Unterwäsche von Calvin Klein, das ihn kurz vor seinem dritten Studienjahr an der Southwestern Assemblies of God University sein Universitätsstipendium kostete, weil die Schule es nicht für sehr „christlich“ hielt, für Herrenunterwäsche zu modeln. Nachdem er sein Stipendium verloren hatte, arbeitete Boaz die nächsten sechs Jahre als Model in verschiedenen Ländern.
2003 verließ er Paris, Frankreich, und kehrte nach Dallas zurück, um eine Karriere als Schauspieler zu verfolgen. Im selben Jahr nahm Boaz am Wettbewerb „America’s Sexiest Man“ teil, bei dem einer der Preise eine Rolle über mehrere Folgen in der Seifenoper All My Children war; von dieser Serie wechselte er zu Springfield Story und trat in mehreren Folgen in der Rolle des Phillip „Chance“ Chancellor IV auf.
Obwohl er keine formelle Ausbildung als Schauspieler hatte, sprach er erfolgreich für mehrere Projekte vor, darunter die Rolle des „Pfc. Patrick Miller“ im Fernsehfilm Saving Jessica Lynch. Die Erfahrungen aus dieser Rolle konnten ihm später dabei helfen, die Rolle des „Buckley“ in der Fernsehserie Six zu bekommen. Von 2013 bis 2014 stellte er die wiederkehrende Rolle des „Bo McCabe“ in der Fernsehserie Dallas dar. Größere Filmrollen hatte er unter anderen 2014 in Flashes und 2017 in Osprey inne.

## Filmografie (Auswahl)
- 2003: Saving Jessica Lynch (Fernsehfilm)
- 2007: The Great Debaters
- 2013–2014: Dallas (Fernsehserie, 9 Folgen)
- 2014: 13 Sins
- 2014: Flashes
- 2017: Six (Fernsehserie, 5 Folgen)
- 2017: Osprey
- 2019–2021: Schatten der Leidenschaft (The Young and the Restless , Fernsehserie, 112 Folgen)
- 2021–2022: All American (Fernsehserie, 4 Folgen)